# Альбедо снігу (льоду)
Альбедо снігу (льоду) — коефіцієнт відбиття сонячної радіації (альбедо) від поверхні, покритою снігом. Дорівнює відношенню кількості сонячної радіації, відбитої від поверхні снігу (льоду), до кількості радіації, що падає на цю поверхню. Виражається в сотих частках одиниці або відсотках. Сніг відбиває сонячні промені як матова поверхня, розсіюючи їх в різні боки. Це призводить до слабкого нагрівання території.
Значення альбедо різниться через стан снігу:
- Сліпуче білий сніг, який щойно випав — 0,95-0,80 (це означає, що вся енергія сонячної радіації, яка падає на сніг, їм відбивається і безповоротно йде у космос);
- Дрібнокристалічний, перемітенний сухий чистий сніг — 0,80-0,65;
- Дрібнозернистий, злегка вологий, чистий білий сніг — 0,65- 0,55;
- Середньо- і крупнозернистий, вологий (тане), чистий (з сіруватим відтінком) — 0,55-0,45;
- Крупнозернистий, дуже вологий, іноді запилений сніг — 0,35-0,20;
- Суміш води і снігу і сніг, покритий тонким шаром води — 0,20-0,10.[3][4]